# Igreja de Tsromi

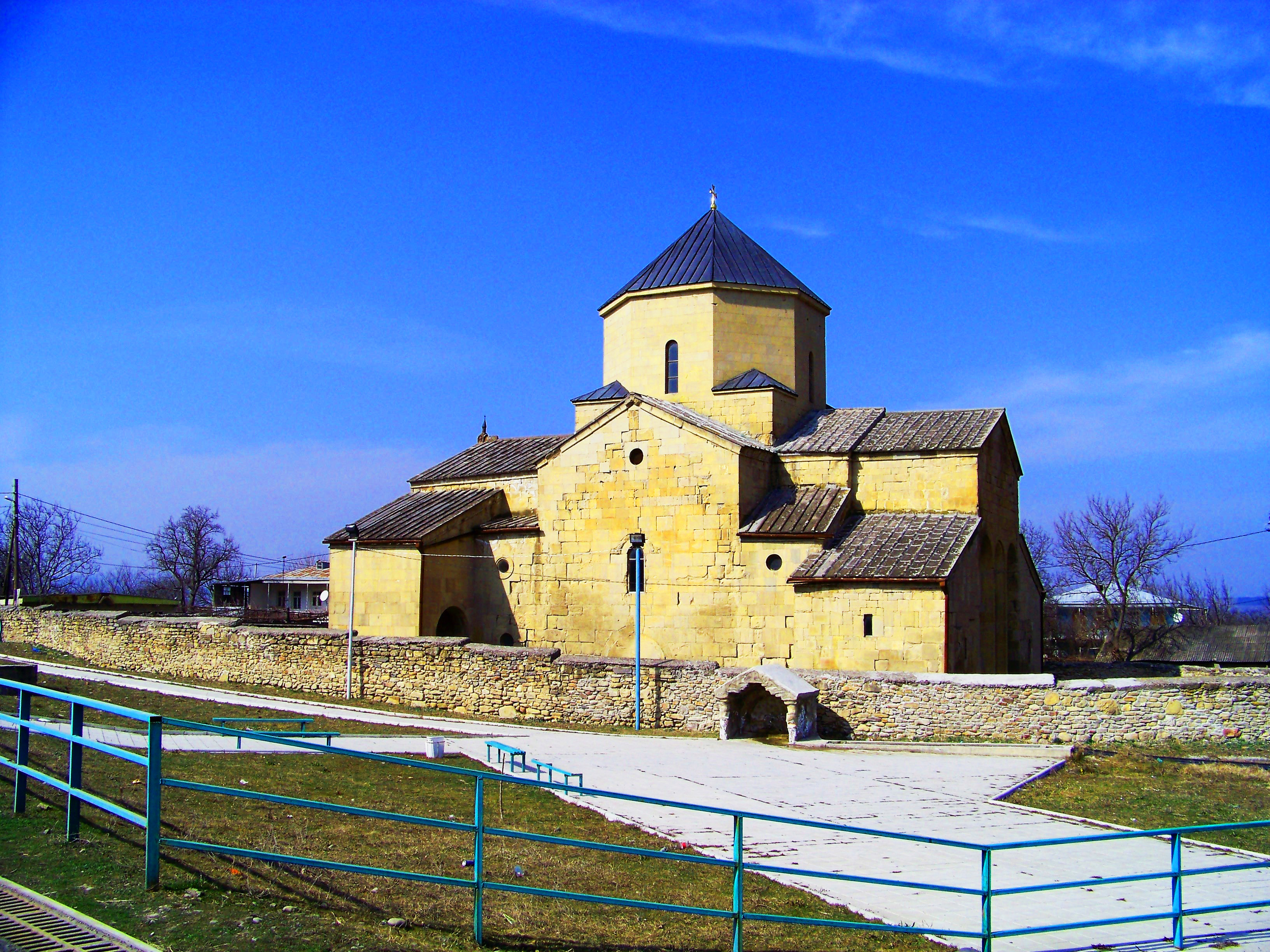

A Igreja Tsromi (em georgiano:  წრომის ტაძარი) é uma igreja ortodoxa medieval localizada no município de Caxuri, na região da Ibéria Interior, Geórgia.    

## História

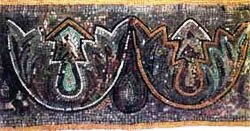
Fragmento do mosaico do templo.

A igreja está localizada na margem direita do rio Cura, a três quilômetros da estação ferroviária de Gomi, no coração da vila de Tsromi. 
A construção da igreja Tsromi começou em 626 e terminou em 635, por decreto de Estêvão II.
A decoração do templo é escassa. Fragmentos de mosaicos contemporâneos que anteriormente decoravam o altar do templo atualmente permanecem reservados no Museu de Arte da Geórgia.
O monumento foi muito afetado e piorou ainda mais durante o terremoto de 1940.
Em 2006, por decreto presidencial, a igreja de Tsoromi recebeu a categoria de monumento cultural de importância nacional.